# Jablůnka
Jablůnka (Duits: Jablunka) is een Tsjechische gemeente in de regio Zlín, en maakt deel uit van het district Vsetín.
Jablůnka telt 2030 inwoners.
Branky · Bystřička · Dolní Bečva · Francova Lhota · Halenkov · Horní Bečva · Horní Lideč · Hošťálková · Hovězí · Huslenky · Hutisko-Solanec · Choryně · Jablůnka · Janová · Jarcová · Karolinka · Kateřinice · Kelč · Kladeruby · Krhová · Kunovice · Lačnov · Leskovec · Lešná · Lhota u Vsetína · Lidečko · Liptál · Loučka · Lužná · Malá Bystřice · Mikulůvka · Nový Hrozenkov · Oznice · Podolí · Police · Poličná · Pozděchov · Prlov · Prostřední Bečva · Pržno · Ratiboř · Rožnov pod Radhoštěm · Růžďka · Seninka · Střelná · Střítež nad Bečvou · Ústí · Valašská Bystřice · Valašská Polanka · Valašská Senice · Valašské Meziříčí · Velká Lhota · Velké Karlovice · Vidče · Vigantice · Vsetín · Zašová · Zděchov · Zubří